# Bundesinstitut für Sportwissenschaft

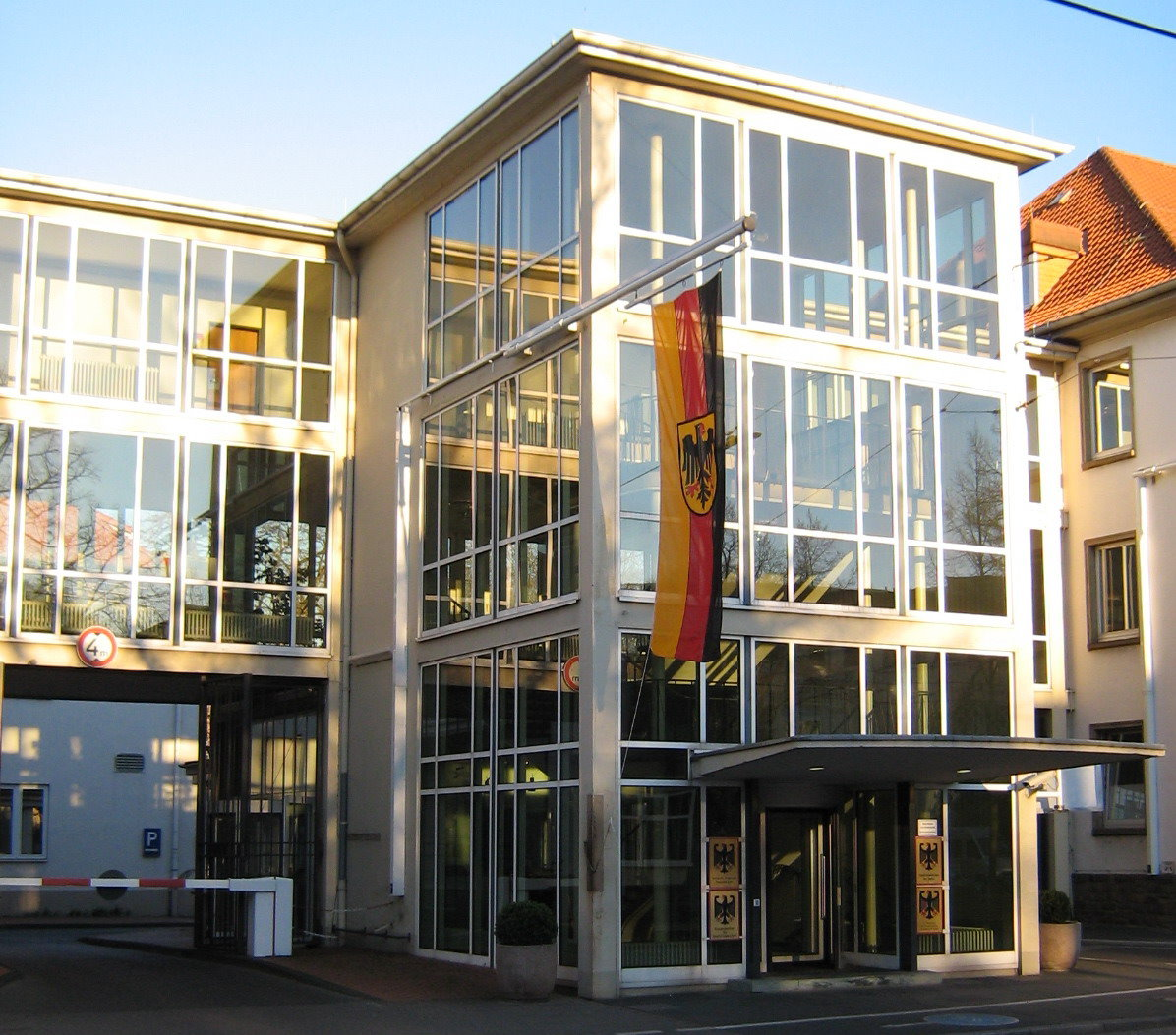
Eingang zum Bundesinstitut für Sportwissenschaft in Bonn

Das Bundesinstitut für Sportwissenschaft (BISp) ist eine nicht rechtsfähige Bundesanstalt im Geschäftsbereich des deutschen Bundesministeriums des Innern. Sitz des Bundesinstituts ist Bonn; die Gebäude befinden sich im Ortsteil Bonn-Castell (ehemalige Düppel-Kaserne).

## Aufgaben
Die Aufgaben des Bundesinstituts für Sportwissenschaft (BISp) sind in einem Errichtungserlass des Bundesministeriums des Innern festgelegt. Infolge der stärkeren Leistungsorientierung nach dem schwachen Abschneiden bei den Olympischen Spielen 1968 und in Vorbereitung auf die Olympischen Spiele 1972 in München wurde das BISp 1970 gegründet. Gründungsdirektor des Bundesinstituts für Sportwissenschaft wurde Hermann Rieder. Ihm folgte 1973 der Studienprofessor der Deutschen Sporthochschule August Kirsch, der die Einrichtung bis 1990 leitete. Der Sportmediziner Horst de Marées stand dem BISp bis 1995 vor. Im Anschluss leitete Martin-Peter Büch bis 2005 das Institut. Ihm folgte Jürgen Fischer. Von September 2018 bis Juni 2022 hatte Ralph Tiesler die Leitung inne. Seit dem 1. August 2022 leitet Andrea Schumacher als Direktorin das Institut. Die aktuelle Fassung des Errichtungserlasses datiert vom 18. November 2010, veröffentlicht im GMBl 2010, 85/86, S. 1751–1752. Das Bundesinstitut für Sportwissenschaft hat die Aufgabe, Forschungsbedarf zu ermitteln und Forschungsvorhaben auf dem Gebiet des Sports (Ressortforschung) zu initiieren, zu fördern und zu koordinieren, die Forschungsergebnisse auszuwerten und den Transfer der Forschungsergebnisse in die Praxis in Zusammenarbeit mit dem Sport zielgruppenorientiert vorzunehmen. Dies gilt insbesondere für die Bereiche Spitzensport einschließlich Nachwuchsförderung und Talentsuche, Sportgeräte, Dopingbekämpfung, Fragestellungen zur Sportentwicklung, die für die Bundesrepublik Deutschland als Ganzes von Bedeutung sind und durch ein Bundesland allein nicht wirksam gefördert werden können.
Die Forschungsförderung des BISp orientiert sich am Programm zur Schwerpunktsetzung sportwissenschaftlicher Forschung des BISp, welches am 26. April 2007 mit dem Gutachterausschuss und Wissenschaftlichen Beirat abgestimmt wurde. Sie erfolgt zum einen durch die Bezuschussung von Forschungsanträgen, zum anderen durch die Initiierung, Planung und Vergabe von Forschungsprojekten.
Dem Bundesinstitut obliegt im Rahmen des Wissenschaftlichen Verbundsystems im Leistungssport (WVL) u. a. die Aufgabe, Projekte der Ressortforschung an Hochschulen und privatwirtschaftlichen Forschungsinstituten mit den Projekten an den Instituten des Spitzensports des Deutschen Olympischen Sportbundes (DOSB) zu koordinieren. Ferner hat das Bundesinstitut für Sportwissenschaft die Aufgabe, das Bundesministerium des Innern bei seiner Aufgabenerfüllung auf dem Gebiet des Sports fachlich zu beraten und wirkt auf dem Gebiet des Sportstättenbaus und der Sportgeräteentwicklung an der nationalen und internationalen Normung mit.
Eine weitere Aufgabe des BISp ist die Begutachtung der Projekte der Institute für Angewandte Trainingswissenschaft (IAT) und Forschung und Entwicklung von Sportgeräten (FES). Die Durchführung der Erfolgskontrolle nach § 44 BHO für die Projekte der Institute IAT und FES wurde durch einen gesonderten Aufgabenübertragungserlass dem BISp zugewiesen.
Darüber hinaus gehört es zu den Aufgaben des BISp, externe Daten zu Forschungsprojekten und -erkenntnissen mit Bezug zum Leistungssport zur zielgruppenorientierten Informationsversorgung und als Instrument für Beratungstätigkeiten für die Sportpolitik, die Wissenschaft und den Sport zu erfassen, aufzuarbeiten und zu dokumentieren. Dafür betreibt das BISp unter anderem das Sportinformationsportal SURF (www.bisp-surf.de) mit den Datenbanken SPOLIT (Literaturdatenbank), SPOFOR (Forschungsprojektdatenbank), SPOMEDIA (Audiovisuelle Medien) und dem Fachinformationsführer Sport (Internetquellen).
Darüber hinaus bietet das BISp auf weiteren Internetportalen und Themenseiten zahlreiche Informationen für den Spitzensport an. Aktuell sind folgende Online-Angebote verfügbar: BISp Online-News, ein sportpsychologisches Informations- und Kontaktportal sowie Themenseiten zu den Förderschwerpunkten „Rückenschmerz“, „Schädel-Hirn-Trauma“, „Innovation im Spitzensport“ sowie zur „Sportinfrastruktur“.

## Kritik
Das BISp habe „für die bundesdeutsche Anabolika-Forschung im Zusammenwirken des haupt- und des ehrenamtlichen Apparates eine zentrale Rolle“ gehabt, Ommo Grupe als Direktoriumsvorsitzender und Sportmediziner Joseph Keul hätten dabei „zentrale Positionen“ eingenommen, heißt es in der Studie „Doping in Deutschland von 1950 bis heute aus historisch-soziologischer Sicht im Kontext ethischer Legitimation“, die vom BISp in Auftrag gegeben wurde. Nach Einschätzung der Frankfurter Allgemeinen Zeitung hat „die vom Staat finanzierte Einrichtung (…) praktisch vom Tag ihrer Gründung 1970 an Dopingforschung gefördert.“
Die Ergebnisse von Untersuchungen seien zurückgehalten worden, nach Einschätzung von Sporthistoriker Erik Eggers vermieden „das BISp und die Anabolika-freundlichen Sportmediziner“ eine größere Aufmerksamkeit, „um ihr wissenschaftliches Ziel, die Anabolika-Gabe an Sportler zu begründen, nicht zu gefährden. Mit dieser Entscheidung nahmen die verantwortlichen Personen die gesundheitliche Schädigung vieler Athleten billigend in Kauf.“ Der Studie zufolge sei das BISp in dieser Zeit als „willfähriges Instrument für die Drittmittelerschließung“ zu bewerten. Das Institut habe nicht seine Vorstellungen durchgesetzt, sondern ihm seien in der Sportmedizin die „Konzepte der bestehenden Netzwerke“ aufgedrückt worden. Das BISp und die Eliten der deutschen Sportverbände hätten laut Eggers lange vor 1976 das Ziel verfolgt, „mit der Verabreichung von anabolen Steroiden im Spitzensport größere Erfolge zu feiern“. Nach Einschätzung der Wochenzeitung Die Zeit habe das BISp „vor allen Dingen dazu“ gedient, „Anabolika-Doping wissenschaftlich zu legitimieren“. Dass mit Wildor Hollmann und Joseph Keul jahrelang zwei der führenden Sportmediziner Westdeutschlands den Fachausschuss des BISp bestimmten und damit großen Einfluss darauf hatten, wie Forschungsgelder des Instituts verteilt wurden, seien die Mittel insbesondere an Hollmanns und Keuls Institute nach Köln und Freiburg gegangen. Der Spiegel schrieb: „Über viele Jahre kassierte das Freiburger Institut sechsstellige Summen vom BISp.“ Und: „Um sein Kölner Institut zu versorgen, ließ sich Hollmann auch das BISp, dieses staatliche Füllhorn, nicht entgehen. Im Fachausschuss Medizin des BISp hielt der Kölner Kardiologe von Anfang an seine Hand auf das Budget.“ In der Studie ist von einer „Dominanz der sportmedizinischen Achse Köln-Freiburg“ die Rede, die vom BISp zu vergebenen Forschungsgelder seien „ohne echte Kontrolle verwendet“ worden. Hollmann wies das zurück, er betonte, im Fachausschuss des BISp habe es unter seinem Vorsitz (1970 bis 1992) „nie Willkür in Entscheidungen gegeben“ gegeben.
Im ersten Band des „Das Anti-Doping-Handbuches“ wird der langjährige BISp-Direktor Kirsch als der „wohl am meisten dopingbelastete Spitzenfunktionär in der Geschichte des bundesdeutschen Sports“ bezeichnet.
Dem BISp wurde vorgeworfen, wichtige Sportinstitutionen der DDR, nämlich das Forschungsinstitut für Körperkultur und Sport in Leipzig, das Dopingkontroll-Labor in Kreischa sowie die Forschungs- und Entwicklungsstelle für Sportgeräte in Berlin, integriert zu haben. Damit seien „die Giftschränke der DDR (…) im wiedervereinigten Sport“ verblieben.